# Mysterious Worlds
Mysterious Worlds is een videospel voor het platform Commodore Amiga. Het spel werd uitgebracht in 1990. 